# Автострада RA15 (Італія)
Автомагістраль RA15, також відома як Кільцева дорога Катанії або Об'їзд Катанії (захід) — автомагістраль, що пролягає з півночі на південь на захід від міста Катанія на Сицилії. Пролягає на 23.3 км і управляється компанією НАНА. Вона також є частиною європейського маршруту E45. Була відкрита 28 травня 1985 року і називалась T09 до 1990-х років.

## Об'їзд (захід)
RA15 з’єднана з A18 до Мессіни, A19 до Палермо та з усіма основними національними дорогами Східної Сицилії. З 2009 року також пов'язана з A CT-SR до Сіракуз.

## Об'їзд (схід)
Початковий проєкт передбачав другу службову дорогу, що проходила через місто під назвою "By Pass East" (сьогоднішній A18dir), але через високоурбанізовану ситуацію в Катанії проєкт так і не був завершений, а дорога закінчувалася в північній частині міста. У південній частині Катанії в липні 2010 року було завершено ще один 5,0 км службової дороги під назвою "Asse attrezzato", частина початкового проєкту 1970-х років. Ця службова дорога з’єднує автомагістраль A19 до Палермо та RA 15 до південної частини міста. Ця друга ділянка службової дороги не класифікується як автомагістраль.